# Bridget Marquardt
Bridget Christina Marquardt, nacida Sandmeier; (Tillamook, Oregón, 25 de septiembre de 1973) es una modelo estadounidense, que fue residente de la Mansión Playboy así como una de las tres novias en aquel entonces del propietario y fundador de Playboy, Hugh Hefner.
Más conocida como personaje de televisión, Bridget se hizo famosa gracias al programa de televisión reality The Girls Next Door, retransmitido en Estados Unidos por el canal E!. y por su participación en Crueldad intolerable (2003), Una conejita en el campus (2008) y Scary Movie 4 (2006).

## Biografía
Marquardt nació en Tillamook, Oregón, y poco tiempo después se mudó con su familia a Lodi, California, lugar de donde sus padres eran originarios y donde se crio. Desde que descubrió la revista Playboy de su padre a muy joven edad supo que algún día le gustaría ser como las chicas que aparecían en ella. Sus padres se divorciaron y Bridget siguió viviendo con su madre y su hermano en Lodi, primero en un piso y después, tras casarse su madre por segunda vez, en el rancho de su padrastro. Cuando Bridget aún estaba en el instituto, anhelando convertirse en una chica Playboy, escribió una carta a Playboy preguntando qué había que hacer para convertirse en Playmate. Tras terminar el instituto Bridget comenzó a estudiar relaciones públicas y comunicaciones en la universidad de Sacramento, California, y en 1998 se licenció. Ese mismo año Bridget se enteró de un evento llamado Millenium Playmate (playmate del milenio) organizado por Playboy en San Francisco, California, al que se presentó. Fue seleccionada como una de las finalistas, lo que le llevó a tener que viajar a Los Ángeles y vivir en la Mansión Playboy durante tres días en los que tendría que seguir compitiendo y haciendo pruebas para convertirse en Playmate. Desafortunadamente al final Bridget no consiguió ser seleccionada como Playmate ni para la revista Playboy, lo que le entristeció y decepcionó terriblemente, pero aun así quería seguir intentándolo. Bridget continuó estudiando y en 2001 decidió mudarse a Los Ángeles para convertirse en actriz y modelo y seguir intentando aparecer en la revista Playboy. Una vez en Los Ángeles consiguió algunos pequeños papeles en series y películas mientras asistía habitualmente a fiestas en la Mansión Playboy, donde hizo muchas amistades. En marzo de 2002 Hugh Hefner, fundador y dueño de Playboy, le pidió una cita y poco después le invitó a mudarse a la Mansión Playboy y a convertirse en una de sus novias oficiales. Bridget aceptó y a los pocos días se mudó a la Mansión convirtiéndose así en la séptima novia oficial de Hef por aquel entonces. Un tiempo después Hugh Hefner decidió deshacerse de la mayoría de sus novias conservando solo a tres, entre las que se encontraba Bridget, junto a Holly Madison y Kendra Wilkinson.
Además, el ser una de las novias de Hef le brindó la oportunidad de ser modelo Playboy y de haber aparecido en la edición de noviembre de 2005 de Playboy, en un pictorial llamada "The Girls Next Door", luego volvieron aparecer en septiembre de 2006 y posteriormente en la portada del mes de marzo de 2008. Bridget aparece en la película Scary Movie 4 junto a sus dos compañeras, las otras dos exnovias de Hugh Hefner: Holly y Kendra, además de haber hecho más apariciones en otras películas y series de televisión.
Igualmente apareció en The House Bunny protagonizada por Anna Faris donde tiene una pequeña aparición al lado de Holly y Kendra.
Un hecho sobre Bridget es que es amante del horror y de las películas de terror[cita requerida], lo cual le une con Hugh Hefner. De hecho su fiesta favorita es Halloween. Bridget tiene dos mascotas una gata de nombre Gizzmo (Gizzy o Giz) y una perrita Wednesday (Wenny o Wen).